# Carlos Topia
Carlos Topia (en albanés: Karl Topia; aprox. 1335/1340-1388) fue un príncipe albanés.

## Vida

El principado de Carlos Topia al noroeste de la región, resaltado en color claro como los territorios de los demás señores albaneses.

Su padre fue Andrés Topia y su madre, una hija ilegítima (de nombre desconocido) de Roberto I de Nápoles. Su familia dominaba los territorios entre los ríos Shkumbin y Mat y se había aliado a los angevinos napolitanos contra los serbios.
Carlos creció después de la temprana muerte de sus padres en el castillo de Krujë. La guerra estalló con los Balšić de Zeta en 1363, y Đurađ I Balšić fue capturado en la primavera de 1364. La República de Ragusa medió para que se firmase la paz en 1366 y aseguró su liberación. 
En 1367 Carlos Topia ocupó las tierras más allá del río Shkumbin en el sur de Albania. Disfrutó de una estrecha relación con la República de Venecia, que le concedió la ciudadanía veneciana y lo reconoció como príncipe de Albania.
En 1368, se adueñó de Durazzo, probablemente con el respaldo de la población, arrebatándosela a los angevinos. La ciudad, muy disputada, cambió de señor en treinta y dos ocasiones entre el 992 y el 1392. Carlos la perdió en 1376, conquistada por Luis de Navarra, la recuperó en 1383, y la perdió nuevamente ante Balša II Balšić de Zeta en 1385, para recobrarla una vez más ese mismo año.
Carlos Topia murió en 1388, defendiendo su posesión de Durazzo de los ataques turcos. Se lo enterró en una iglesia cercana a Elbasan. Su hijo lo sucedió como señor de Durazzo hasta 1392, cuando cedió la ciudad a los venecianos. La decadencia de la familia durante el gobierno de su hijo facilitó que diversas tribus de la Albania central recobrasen su autonomía.